# Hubert Crackanthorpe
Hubert Montague Crackanthorpe, nato Hubert Montague Cookson (12 maggio 1870 – 2 novembre 1896), è stato uno scrittore britannico.

## Biografia
Ha creato opere principalmente nei generi della saggistica, del racconto breve e della cronaca di viaggio. Ha anche scritto una limitata quantità di saggi di critica letteraria.
È morto in circostanze misteriose, probabilmente suicida, dopo una travagliata vicenda matrimoniale con Leila Macdonald che sposò nel 1893. Il suo nome è tuttora poco conosciuto, ed è sparito dalle biografie letterarie del periodo. Crackanthorpe è solitamente associato al movimento letterario del naturalismo.
La sua eredità letteraria consiste in gran parte di tre volumi di racconti che egli riuscì a pubblicare in vita; una selezione di suoi racconti è stata pubblicata in Italia da Guerini e Associati, col titolo Racconti Contadini.